# Ken Loach
Kenneth Loach (Nuneaton, 17 de junio de 1936), más conocido como Ken Loach, es un director de cine y director de  televisión británico, conocido por su estilo de realismo social y temática socialista.
Loach es uno de los directores más laureados del Festival de Cannes, siendo uno de los nueve directores que han logrado ganar la Palma de Oro en dos ocasiones: en 2006 con su película The Wind That Shakes the Barley (El viento que agita la cebada) y en 2016 con I, Daniel Blake (Yo, Daniel Blake).

## Biografía
A los 25 años, mientras estudiaba derecho en el St Peter's College de Oxford, entró por primera vez en contacto con las artes escénicas actuando en el grupo de teatro de la universidad. Después de graduarse trabajó como asistente de dirección en el Northampton Repertory Theatre. Sin embargo, estaba más interesado en el mundo audiovisual que en el de las tablas, así que, después de obtener en 1963 una beca en la cadena de televisión BBC, se inicia en la dirección.
El ambiente que se respiraba en aquellos años favorecía la realización de programas que criticaban las injusticias sociales, y allí encontró Loach la visión y la voz que caracterizarían su cine. A partir de 1964 comienza a dirigir una serie de docudramas, el más famoso de los cuales es Cathy Come Home (1966), que aborda la problemática de la vivienda y la pobreza en el contexto del estado de bienestar británico. Fue una de las películas más controvertidas producidas por la BBC, que llegó incluso a provocar que se modificasen las leyes sobre los sin techo.
Desde entonces y hasta principios de los 80, Loach dividió su tiempo entre el cine y la televisión. Filmó cuatro largometrajes, numerosos documentales y películas para la TV como The Big Flame (1969), sobre los trabajadores portuarios de Liverpool, y la serie Days of Hope (1975), sobre los hechos que llevaron a la Huelga general en Reino Unido de 1926, y la derrota del Movimiento Laborista Británico.
Con Margaret Thatcher en el poder crece el paro y los recortes de presupuesto para la cultura. La Dama de Hierro se gana muchos enemigos entre los artistas, Loach entre ellos. El Channel Four prohibió sus documentales A Question of Leadership, con los que combate al Thatcherismo, por lo cual a lo largo de toda esa década solo puede filmar dos películas: Miradas y sonrisas y La tierra de mi padre. 
En los años 90, con los cambios políticos, su carrera se revitaliza. Ha filmado hasta ahora nueve películas más, con la mayoría de las cuales ha obtenido numerosos premios que han consolidado su carrera internacional, pero manteniéndose siempre fiel al estilo que fue una constante en su vida: la defensa de los oprimidos. En cuanto a la militancia estrictamente política, Ken Loach es hoy día miembro de la directiva de la coalición de izquierda Respect - The Unity Coalition.

## Heredero delBritish social realism(realismo social británico)
Loach, en cuyas películas muchos creen ver algo así como un "grado cero de la escritura cinematográfica o escritura fría", es dueño de un estilo depurado y sintético y heredero inequívoco de las principales tendencias del cine realista de Europa y, en mayor medida, del cine independiente, que se caracterizaba por su realismo, su inconformismo social, su crítica a la burguesía y a la sociedad, y su acercamiento a los seres anónimos de ésta, así como por su sentido del humor.
Ken Loach, al igual que sus antecesores, denuncia los traumas que ocasiona en los seres humanos la vida en las ciudades industriales a pesar de los avances tecnológicos, y con sus historias sacude las conciencias de la sociedad contemporánea con el fin de mejorar sustancialmente las condiciones de la clase trabajadora (poniendo de ejemplo lo que mejor conoce: las injusticias que sufren las clases menos favorecidas en la sociedad británica). 
En abril de 2020, el cineasta concede una entrevista en la que asegura ser "pesimista y estar preocupado" pese a su habitual optimismo por la crisis causada por la pandemia de COVID-19. En este sentido, Loach apuesta por que "solo lo público nos sacará adelante" y asegura que son tiempos de "solidaridad y ayuda".
En 2023, a los 87 años de edad, estrenó El viejo roble.  En una entrevista, Loach no quiso afirmar que esta vaya a ser su última película: "Hay muchas cosas en marcha, puedo llenar mi agenda tres veces. He tenido mucha suerte. Con el paso de los años, uno cada vez puede hacer menos cosas. Pero un partido de cricket y de fútbol, de vez en cuando, como espectador, eso es seguro". 

## Filmografía

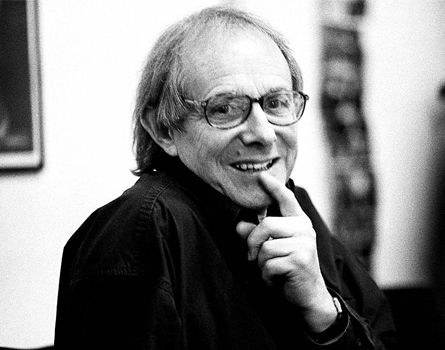
Ken Loach

### Televisión
- Z Cars (serie, 1962)
- Diary of a Young Man (1964)
- 3 Clear Sundays (1965)
- Up the Junction (1965)
- The End of Arthur's Marriage (1965)
- Coming Out Party (1965)
- Cathy Come Home (1966) (as Kenneth Loach)
- In Two Minds (1967)
- The Golden Vision (1968)
- The Big Flame (1969)
- The Rank and the File (1971) - part of the Play for Today series.
- After a Lifetime (1971)
- A Misfortune (1973)
- Days of Hope (miniseries, 1975)
- The Price of Coal (1977)
- Auditions (1980)
- A Question of Leadership (1981)
- The Red and the Blue: Impressions of Two Political Conferences - Autumn 1982 (1983)
- Questions of Leadership (1983)
- The View From the Woodpile (1989)

### Cine
- Poor Cow (1967)
- Kes (1969) (como Kenneth Loach)

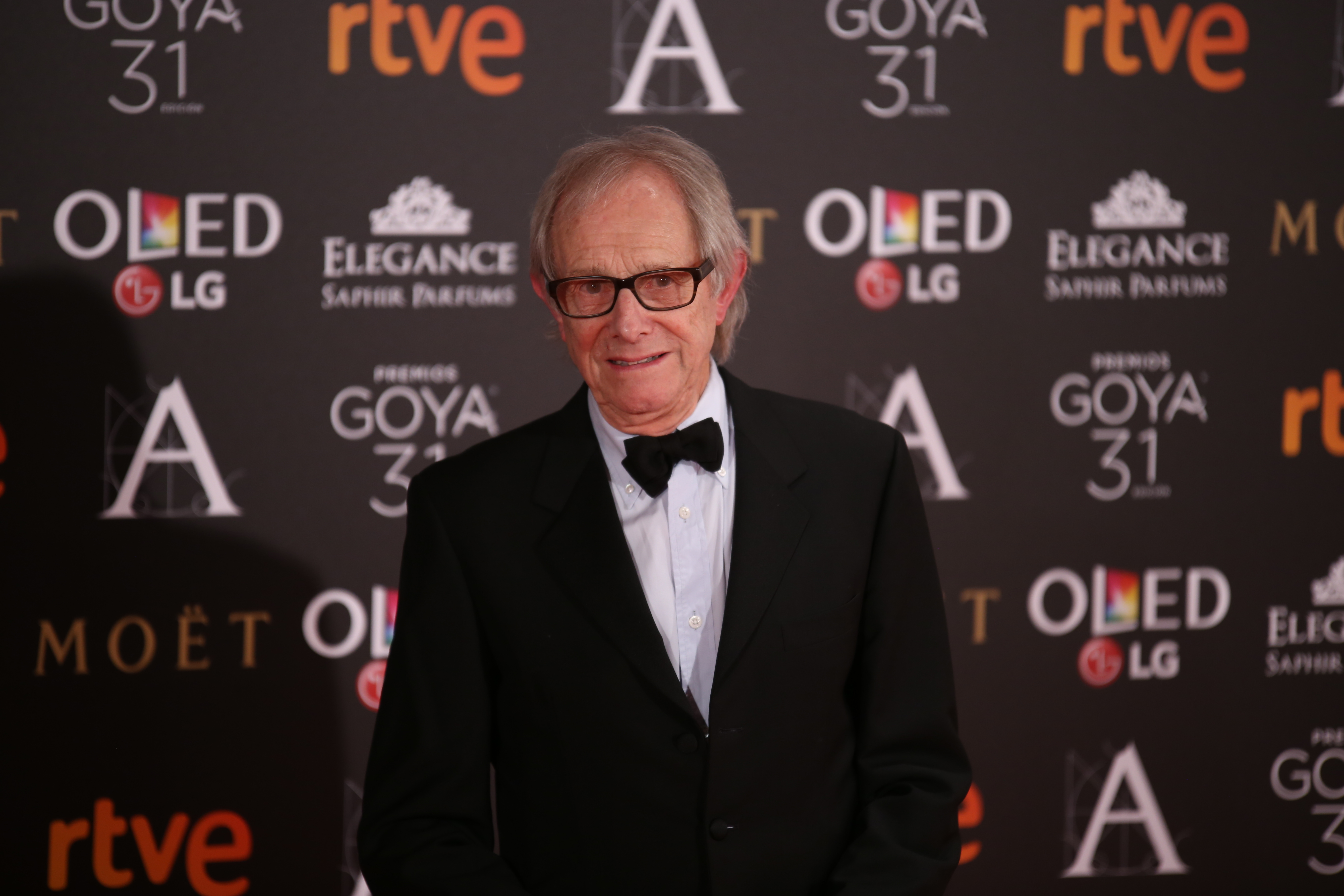
En los Premios Goya de 2017

- The Save the Children Fund Film (1971)
- Family Life (1971)
- Black Jack (1979)
- The Gamekeeper (1980)
- Miradas y sonrisas (Looks and Smiles) (1981) (como Kenneth Loach)
- Which Side Are You On? (1984)
- Fatherland (1986)
- Agenda oculta (Hidden Agenda) (1990). Premio del Jurado en el Festival de Cannes de 1990.
- Riff-Raff (1990). Distribuida con subtítulos en Estados Unidos, debido a la jerga británica.
- Lloviendo piedras (Raining Stones) (1993). Premio del Jurado en el Festival de Cannes de 1993.
- Ladybird, Ladybird (1994)
- Tierra y libertad (Land and Freedom) (1995). Premio internacional de críticos FIPRESCI y premio del jurado ecuménico del Festival de Cannes.
- A Contemporary Case for Common Ownership (1995)
- La canción de Carla (Carla's Song) (1996)
- The Flickering Flame (1997)
- Mi nombre es Joe (My Name Is Joe) (1998)
- Pan y rosas (Bread and Roses) (2000)
- La cuadrilla (The Navigators) (2001)
- Felices dieciséis (Sweet Sixteen) (2002), Espiga de Oro Seminci Festival de Valladolid (2002).
- Sólo un beso (Ae fond Kiss) (2004). Premio del Jurado Festival de Cine de Berlín (2004), Mejor película Europea Premios César (2005), Premio del Público Festival de Valladolid (2004).
- Tickets (2005), junto a Ermanno Olmi y Abbas Kiarostami
- The Wind That Shakes the Barley (El viento que acaricia el prado y El viento que agita la cebada) (2006) Palma de Oro de Cannes
- En un mundo libre (It's a free world) (2007), Premio al mejor guion del Festival Internacional de Cine de Venecia
- Buscando a Eric (Looking for Eric) (2009)
- Route Irish (2010)
- La parte de los ángeles (The Angels' Share) (2012)
- El espíritu del 45 (The Spirit of '45) (2013)
- Jimmy's Hall (2014)
- Yo, Daniel Blake  (I, Daniel Blake) (2016) Palma de Oro, Cannes
- Sorry We Missed You (2019)
- El viejo roble  (The Old Oak) (2023)

## Premios y distinciones
Festival Internacional de Cine de Cannes
| Año  | Categoría                           | Película                      | Resultado |
| ---- | ----------------------------------- | ----------------------------- | --------- |
| 1990 | Premio del Jurado                   | Agenda oculta                 | Ganador   |
| 1990 | Jurado Ecuménico - Mención especial | Agenda oculta                 | Ganador   |
| 1991 | Premio de la Crítica                | Riff-Raff                     | Ganador   |
| 1993 | Premio del Jurado                   | Lloviendo piedras             | Ganador   |
| 1995 | Premio del Jurado Ecuménico         | Tierra y libertad             | Ganador   |
| 1995 | Premio de la Crítica                | Tierra y libertad             | Ganador   |
| 2006 | Palma de Oro                        | El viento que agita la cebada | Ganador   |
| 2009 | Premio del Jurado Ecuménico         | Looking for Eric              | Ganador   |
| 2012 | Premio del Jurado                   | La parte de los ángeles       | Ganador   |
| 2016 | Palma de Oro                        | Yo, Daniel Blake              | Ganador   |

Festival Internacional de Cine de Venecia
| Año  | Categoría                                         | Película              | Resultado |
| ---- | ------------------------------------------------- | --------------------- | --------- |
| 1994 | León de Oro Especial                              |                       | Ganador   |
| 1996 | Medalla de oro del Presidente del Senado italiano | La canción de Carla   | Ganador   |
| 2002 | Premio UNESCO                                     | 11'09"01 September 11 | Ganador   |
| 2007 | Premio SIGNIS - Mención especial                  | En un mundo libre     | Ganador   |

Festival Internacional de Cine de Berlín
| Año  | Categoría             | Película                       | Resultado |
| ---- | --------------------- | ------------------------------ | --------- |
| 2014 | Oso de Oro honorífico | Por su trayectoria profesional | Ganador   |

Festival Internacional de Cine de San Sebastián
| Año  | Categoría                                  | Película                | Resultado |
| ---- | ------------------------------------------ | ----------------------- | --------- |
| 2012 | Premiosdel público -Mejor película europea | La parte de los ángeles | Ganador   |
| 2016 | Premio del Público de San Sebastián        | Yo, Daniel Blake        | Ganador   |
| 2019 | Premio del Público-Mejor película europea  | Sorry We Missed You     | Ganador   |

Premios BAFTA
| Año  | Categoría                           | Película                                       | Resultado |
| ---- | ----------------------------------- | ---------------------------------------------- | --------- |
| 2006 | BAFTA Academy Fellowship Award      | Por su trayectoria profesional a la televisión | Ganador   |
| 2017 | BAFTA a la mejor película británica | Yo, Daniel Blake                               | Ganador   |

Premios César
| Año  | Categoría                            | Película          | Resultado |
| ---- | ------------------------------------ | ----------------- | --------- |
| 1996 | César a la mejor película extranjera | Tierra y libertad | Ganador   |
| 2017 | César a la mejor película extranjera | Yo, Daniel Blake  | Ganador   |